# Membrana de Descemet
La membrana de Descemet (o làmina elàstica posterior) és la membrana basal que es troba entre la substància pròpiament corneal o estroma, i la capa endotelial de la còrnia. La membrana de Descemet, com a membrana basal de la capa endotelial, és generada per l'única capa de cèl·lules epitelials escamoses que componen la capa endotelial de la còrnia. La capa endotelial cobreix la superfície de la part posterior de la còrnia, i així limita amb la cambra anterior.

## Estructura
Està composta per diferents tipus de col·lagen (tipus IV i VIII). El seu gruix oscil·la entre els 3 μm en néixer i els 8-10 μm en els adults.

## Importància clínica
Un dany important a la membrana pot requerir un trasplantament de còrnia. En l'afecció hereditària coneguda com a distròfia de Fuchs la membrana de Descemet falla progressivament i la còrnia s'espesseix i s'opacifica perquè s'interromp l'intercanvi de nutrients i líquids entre la còrnia i la resta de l'ull. El cirurgià pot raspar la membrana de Descemet danyada i inserir/trasplantar una nova membrana procedent de l'ull d'un donant. En aquest procés, la majoria de les cèl·lules escamoses de la membrana del donant sobreviuen per revertir dràsticament el deteriorament de la còrnia (vegeu cirurgia DMEK).
La membrana de Descemet també és un lloc de deposició de coure en pacients amb malaltia de Wilson o altres malalties hepàtiques, que condueixen a la formació dels anells de Kayser-Fleischer.